# Chants musulmans
Le terme de chants musulmans peut faire référence principalement - mais non exclusivement - aux nachîds, des chants religieux propres à l'Islam.